# Stará Huť
Stará Huť är en ort i Tjeckien.   Den ligger i regionen Mellersta Böhmen, i den centrala delen av landet, 40 km söder om huvudstaden Prag. Stará Huť ligger 353 meter över havet och antalet invånare är 1 158.
Terrängen runt Stará Huť är platt åt sydost, men åt nordväst är den kuperad. Stará Huť ligger nere i en dal. Runt Stará Huť är det ganska glesbefolkat, med 28 invånare per kvadratkilometer. Närmaste större samhälle är Příbram, 16,9 km sydväst om Stará Huť. I omgivningarna runt Stará Huť växer i huvudsak blandskog.